# TJ Maguranyanga
Pas d'image ? Cliquez ici

a Compétitions nationales et continentales officielles uniquement.

b Matchs officiels uniquement.
Dernière mise à jour le 8 août 2025.
TJ Maguranyanga (ou Thabani Jehiel Maguranyanga), né le 22 décembre 2002 à Harare (Zimbabwe), est un joueur zimbabwéen de rugby à XV et international zimbabwéen de rugby à sept évoluant au poste d'arrière ou d'ailier.

## Biographie

### Jeunesse et formation
TJ Maguranyanga est né à Harare au Zimbabwe,. Dans ce pays, il est scolarisé au sein du Westview College puis du Falcon College (en). 
Il commence la pratique du rugby à XV très jeune par l'intermédiaire de son père Gerald. Dès l'âge de douze ans, il déménage en Afrique du Sud dans une académie de rugby, se voyant octroyer une bourse. Puis, il représente son pays natal dans les catégories des moins de 13 ans lors de la Craven Week en 2015. Là-bas, il est scolarisé au sein du St Stithians College (en) de Randburg,, où il joue pour l'équipe de rugby de l'établissement. Mais aussi, il joue avec les équipes de jeunes des Golden Lions,, avec lesquels il est retenu dans l'équipe première pour participer à la Craven Week en 2019,, compétition où il inscrit notamment un doublé lors d'un match contre les Border Bulldogs mais son équipe s'incline 39 à 36. C'est un joueur très polyvalent, capable d'évoluer à l'arrière, à l'aile ainsi qu'au centre.
Outre le rugby, il a également pratiqué le football, le basket-ball, la course à pied, ainsi que la boxe. En basket-ball, il évolue notamment dans la NBA Junior en Afrique du Sud et il est notamment nommé MVP avec les moins de 16 ans du St Stithians College. Il a été enregistré à 10 s 60 au 100 mètres.
Par la suite, il rejoint la France et le centre de formation de l'ASM Clermont Auvergne début 2021,,, signant un contrat de trois ans et demi, devenant le plus jeune zimbabwéen à jouer en France. Durant l'été suivant, il est intégré au groupe professionnel au cours de la pré-saison de l'ASM et participe aux rencontres amicales face au Stade aurillacois, puis contre le Lyon OU également.

### Carrière professionnelle en rugby à XV
En début de saison 2021-2022, TJ Maguranyanga est retenu pour la première fois, à la suite du forfait de dernière minute de Wesley Fofana, afin d'affronter le Castres olympique à l'occasion de la deuxième journée du Top 14, toutefois il n'entre pas en jeu,. Durant le mois de novembre, il est retenu par son club pour participer à l'étape finale du Supersevens 2021. Par la suite, ce n'est qu'en février qu'il est de nouveau inscrit sur une feuille de match, pour le compte de la dix-huitième journée de Top 14 face au Stade rochelais, il entre en jeu en toute fin de rencontre, disputant ses premières minutes professionnelles à l'âge de dix-neuf ans et devenant seulement le deuxième zimbabwéen à évoluer dans ce championnat après Garth Ziegler en 2010,. En avril, alors qu'il s'entraîne régulièrement avec les professionnels, il subit une rupture du ligament croisé antérieur mettant un terme à sa saison,.
Sa blessure lui fait manquer une grande partie de la saison 2022-2023, il rejoue son premier match avec les espoirs en avril face aux jeunes Narbonnais,.
En juillet 2023, il est annoncé qu'il rejoint le club de Valence Romans Drôme Rugby, évoluant en Pro D2, sous forme de prêt pour la saison 2023-2024,. Avec sa nouvelle équipe il découvre la Pro D2 dès la première journée de la saison 2023-2024 contre l'US Montauban lorsqu'il entre en jeu en seconde période. Il connaît ensuite sa première titularisation, au poste d'ailier, deux journées plus tard contre l'USON Nevers à l'extérieur. Il ne dispute pas d'autre match de la saison et quitte le club à la fin de celle-ci,, se retrouvant sans club.
En juin 2024, il retourne au Zimbabwe pour participer à un camp d'entraînement avec l'équipe du Zimbabwe de rugby à sept. De plus, en vue de la Coupe d'Afrique, il est surveillé par l'encadrement de l'équipe nationale à XV. Finalement, il fait ses débuts internationaux à sept lors de l'Africa Cup Sevens,. En juillet, il est convoqué pour préparer la Coupe d'Afrique dans un groupe élargi. Il n'est finalement pas retenu pour la compétition.

### Départ dans le football américain
Durant la fin de l'année 2024, il est annoncé que TJ Maguranyanga annonce se lancer dans le football américain. De ce fait, il intègre le NFL's International Player Pathway Program, étant sélectionné parmi les treize joueurs de la promotion 2025, dans le but de rejoindre la National Football League, la principale compétition mondiale, et signe un contrat avec les Commanders de Washington. Il indique avoir toujours été intéressé par ce sport depuis son enfance.

## Statistiques en club
| Saison                  | Club                    | Championnat | Championnat | Championnat | Coupe d'Europe       | Coupe d'Europe       | Coupe d'Europe       |
| Saison                  | Club                    | Compétition | Matchs      | Essais      | Compétition          | Matchs               | Essais               |
| ----------------------- | ----------------------- | ----------- | ----------- | ----------- | -------------------- | -------------------- | -------------------- |
| 2021-2022               | ASM Clermont            | Top 14      | 1           | 0           | Coupe d'Europe       | 0                    | 0                    |
| Total ASM Clermont      | Total ASM Clermont      | Top 14      | 1           | 0           | Coupe d'Europe       | 0                    | 0                    |
| 2023-2024               | Valence Romans DR       | Pro D2      | 2           | 0           | Pas de qualification | Pas de qualification | Pas de qualification |
| Total Valence Romans DR | Total Valence Romans DR | Pro D2      | 2           | 0           | Pas de qualification | Pas de qualification | Pas de qualification |

## Palmarès
Néant